# Быковский, Николай Михайлович
Николай Михайлович Быковский (1834—1917) — русский живописец, сын архитектора Михаила Быковского, представитель московского академизма пореформенной эпохи; мастер исторической картины и церковный декоратор, участвовал в живописном оформлении храма Христа Спасителя в Москве, также писал портреты и жанровые сцены. Академик Императорской Академии художеств (с 1867).

## Биография
Старший сын академика архитектуры М. Д. Быковского родился в Москве 24 ноября (6 декабря) 1834 года.
Образование получил в Московском училище живописи, ваяния и зодчества; учился у М. И. Скотти; за одну из своих ученических работ получил малую серебряную медаль. В 1857 году за «Портрет старика» получил звание свободного художника.
Некоторое время посещал классы Академии художеств, затем уехал в Италию, — к своему учителю. Живя и работая в Италии, свои работы Н. М. Быковский высылал в Петербург, в Академию художеств и в 1864 году за картину «Маргарита в церкви» был удостоен звания классного художника 3-й степени, а в 1867 за картину «Сцена из семейного быта музыканта XVIII века» ему было присвоено звание академика.
Его работы редко представлялись в России; в 1872 года картина «Сцена из семейного быта» была представлена на второй выставке передвижников, а в 1882 году, кроме этой картины, на всероссийской выставке в Москве он был представлен ещё и картиной «Вдова».
Умер в Москве, в 1917 году.

## Семья
Жена: Елизавета Львовна; дети: дочь Лидия (1870–1940; изображена отцом на картине «На даче»), сын Николай (1882—?).

## Творчество
Его картины имеются в Третьяковской галерее и музее-заповеднике «Абрамцево».

Картины Н. М. Быковского
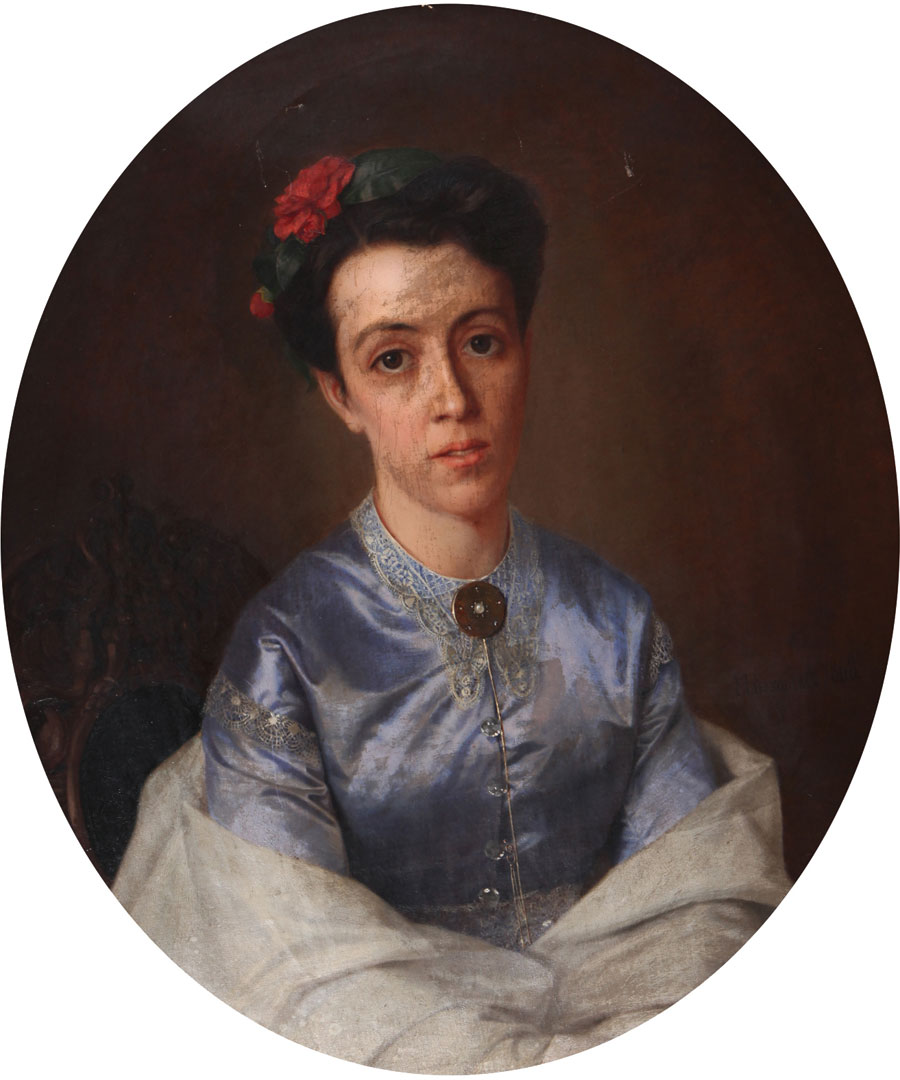
Портрет неизвестной. 1868
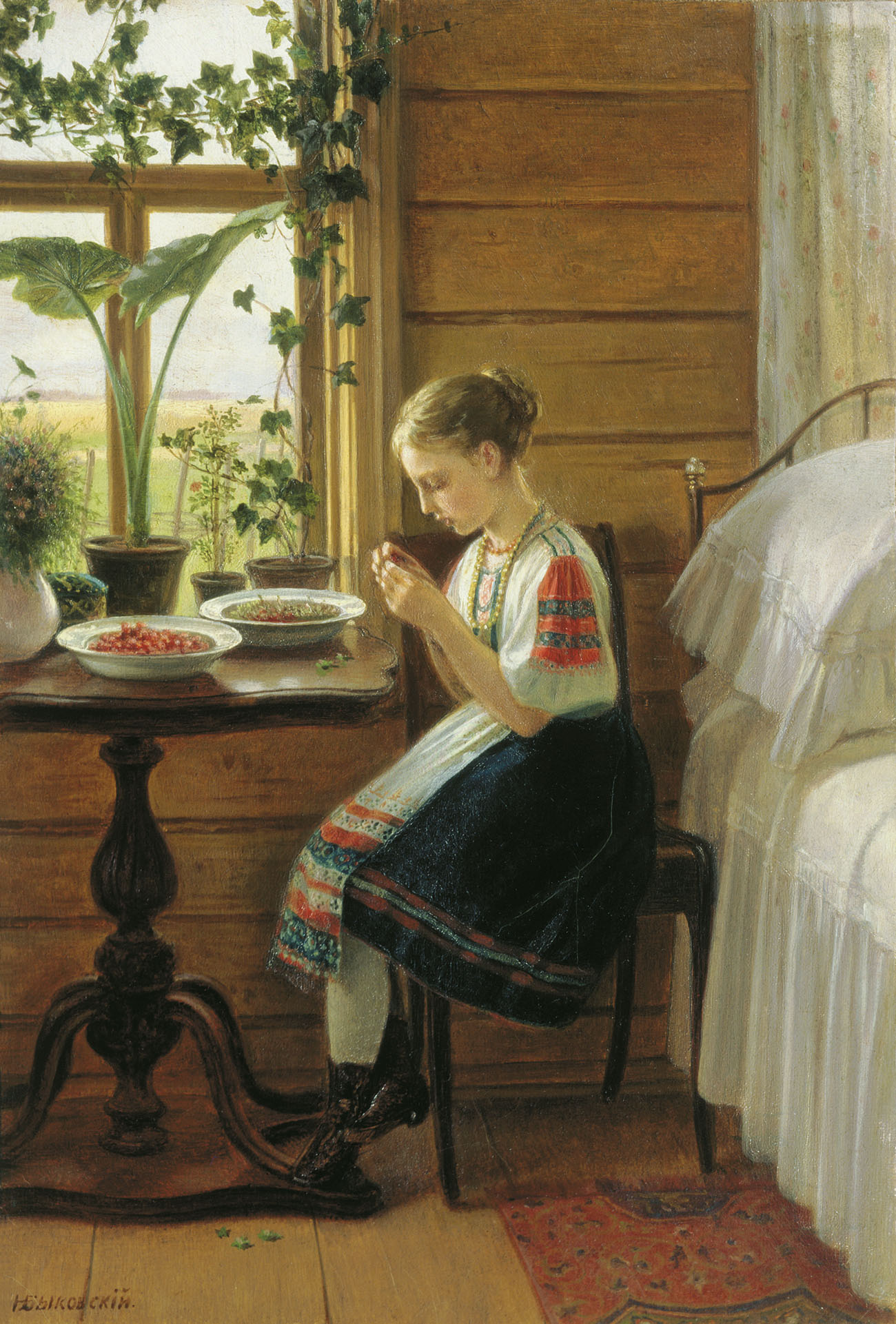
На даче. Девочка за чисткой ягод. 1880